# ニケフォロス2世フォカス
ニケフォロス2世フォカス（ギリシア語：Νικηφόρος Βʹ Φωκάς, Nīkēphoros II Phōkas, 913年 - 969年12月10日）は、東ローマ帝国マケドニア王朝の皇帝（在位：963年 - 969年）。中世ギリシア語読みでは「ニキフォロス」となる。

## 生涯

### 皇帝即位以前
フォカス家は祖父の代から将軍として東ローマ帝国に仕えてきたカッパドキアの軍事貴族であり、ニケフォロスも帝国中央軍（タグマ）の総司令官に当たるスコライ軍団（帝国中央軍を構成する4つの軍団の1つで、最も格が高い）の司令長官 (希: δομέστικος τῶν σχολῶν）として対イスラーム戦で活躍し、クレタ島をイスラーム勢力から奪回(←イラクリオン包囲戦による。)し東地中海の制海権を回復するという功績を成し遂げている。

### 皇帝即位
963年、皇帝ロマノス2世が死去した。後継者バシレイオスが幼年だったため、国政の実権をめぐって軍事権を握るニケフォロスとロマノス2世の下で行政の実権を握っていた宦官ヨセフ・ブリンガスとの間で争いが起きたが、首都コンスタンティノポリスの市民はニケフォロスを支持し、首都での市街戦を制したニケフォロスが市民の歓呼に迎えられて入城した。そして、絶世の美女として知られたロマノスの皇后でバシレイオスとコンスタンティノスの母テオファノと結婚し、バシレイオスおよびコンスタンティノスを共同皇帝として、自らはマケドニア朝の正統皇室の子供達の義父という立場で皇帝ニケフォロス2世として即位した。
また、実父のバルダス・フォカスをカエサル（副帝）に就任させた。

### イスラーム勢力との戦い
即位したニケフォロスは積極的な対外政策を推し進めた。皇帝となってからも強力な重装騎兵軍団をつくり上げてイスラーム勢力を相手に戦い続け、アレッポ、タルソスを占領した。さらに、フォカス家の家臣団はヘラクレイオス王朝のヘラクレイオス1世の時代以来300年以上も帝国から離れていたシリアのアンティオキアを奪回するなど、帝国領の拡大に成功を収めた。かつてのキリスト教五大本山 のひとつでオリエント有数の大都市であったアンティオキアの回復にコンスタンティノポリスの市民は歓喜した。市民たちは、凱旋の行進を行う皇帝を喝采して、
おお、明けの明星が昇りはじめた。朝の星が昇る。彼の瞳に太陽の光が輝く。その前では、サラセン人も恐怖に蒼ざめて死ぬ。
という歌をうたったといわれる。なお、歌詞中の「サラセン人」とは、イスラーム教徒（ムスリム）を指している。敬虔なキリスト教徒であるニケフォロスはまた、現在まで続くアトス山の修道院共同体を後援した。エドワード・ギボンは「この軍勢をローマ軍と呼ぶことに躊躇しない」と評している。
しかし、長年アラブ人との最前線に立っていたためか、東方の風習が抜け切れず、あれだけ熱狂的にニケフォロスを迎え入れたはずの首都の市民からもすぐに半蛮族のように嫌われ、教会が世俗世界に権力を伸ばそうとしている姿を不快に思って聖職者たちに清貧を訴えたため、敬虔な信仰心を持っていたにもかかわらず総主教たちからも嫌われた。さらに連年の戦争で必要な軍費を調達するために、国民はもちろんのこと、貴族や軍人にまで重税を課し、さらには財源を確保するために貨幣の悪鋳を行った。965年にニケフォロスがシチリア遠征に失敗すると、民衆の不満は増大した。またフォカス家の親族や関係者を優遇したため、貴族層や軍人までニケフォロス2世に怨嗟の声を上げるようになった。ニケフォロスは強力な親衛隊を組織し、教会人からの抗議に対しても動じなかった。彼が危険視したのは、軍人層のみであり、不穏な動きをみせた甥のヨハネス・ツィミスケスに対しては、皇宮への出入りを差し止めた。

### 最期
首都の市民や教会だけでなく、皇后のテオファノも次第にニケフォロスを嫌うようになっていった。ニケフォロスは美しい妻のテオファノを彼なりに愛していたようだが、もともと都の華やかな空気で育ち、まだ若かったテオファノと、武骨な老軍人とでは反りが合うはずがなかったのである。そこへ、ニケフォロスの親族でありながら帝国軍の最高司令官を解任され、冷遇されていた甥のヨハネス・ツィミスケスが現れると、ヨハネスに関心を抱いたテオファノはヨハネスと恋仲になり、やがて2人はニケフォロスの暗殺を画策するようになった。969年12月10日から11日にかけての深夜、ついにヨハネスらはテオファノの手引きで宮殿内に侵入し、寝室で寝ていたニケフォロスを襲撃した。寝室のベッドではなく、イコンの前の床に寝ているところを斬りつけられたニケフォロスは、ヨハネスから呪いの言葉を浴びせられながら止めを刺された。その間ニケフォロスはひたすら聖母マリアに祈りを捧げていたという。
ニケフォロスを暗殺したヨハネスは急いで宮殿の大広間の玉座に座り、皇帝の位についた（ヨハネス1世ツィミスケス）。